# Ludwig Ferdinand Meyer

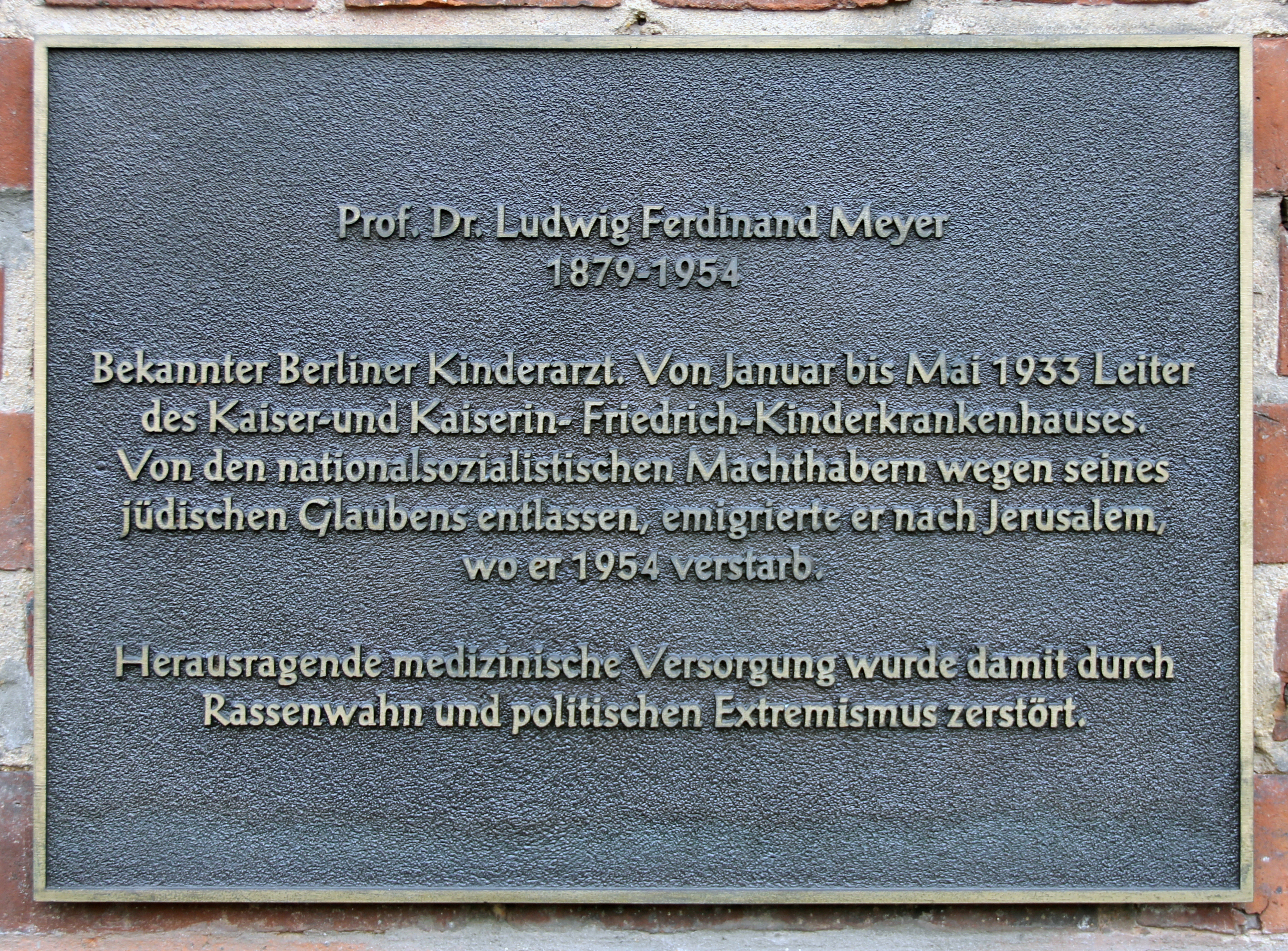
Gedenktafel am Kaiser- und Kaiserin-Friedrich-Kinderkrankenhaus in Berlin-Wedding

Ludwig Ferdinand Meyer, meistens Ludwig F. Meyer (* 23. Mai 1879 in Wiesbaden; † 19. September 1954 in Tel Aviv), war ein Kinderarzt und Ernährungsexperte (speziell Kinder- und Säuglingsernährung), Professor der Medizin an der Friedrich-Wilhelms-Universität in Berlin und der Hebräischen Universität Jerusalem und einer der ersten Kinderärzte in Israel.

## Leben
Meyer wurde am 23. Mai 1879 in Wiesbaden geboren. Er studierte in München, Berlin und Bonn Medizin. Er war Mitglied der jüdischen Studentenverbindungen Licaria München und Rheno-Silesia Bonn im Kartell-Convent. In Bonn wurde er 1902 promoviert und erhielt seine Approbation. Er wechselte daraufhin nach Berlin an die Kinderkliniken der Charité, wo er als Assistent von Otto Heubner, einem der Begründer der Kinderheilkunde in Deutschland, arbeitete und an die Universität Breslau zu Adalbert Czerny, einem weiteren Mitbegründer der modernen Kinderheilkunde, um seine Facharztausbildung zu absolvieren.
Ab 1905 arbeitete Meyer als Assistent am Berliner Städtischen Waisenhaus und Kinderasyl in der Kürassierstraße, an dem Heinrich Finkelstein, ein Pionier der Säuglingsheilkunde, leitender Oberarzt war. Gemeinsam mit Finkelstein veröffentlichte er viele Publikationen in Fachzeitschriften und medizinischen Büchern. Seine Habilitation erfolgte 1913 an der Berliner Universität als Privatdozent für Kinderheilkunde.
Ab 1914 war Meyer als Stabsarzt Teilnehmer am Ersten Weltkrieg und organisierte Rettungsaktionen für die unter dem Krieg leidende jüdische Bevölkerung im deutsch besetzten Polen. In einem Schreiben der jüdischen Gemeinde von Oszmiana wird sein Einsatz für die Einrichtung einer Volksküche und einer Schule gewürdigt: „Wir danken dem Ewigen, dass er uns einen Mann hat finden lassen, der neben seinem schweren Amte unermüdlich für die Hungernden arbeitet und auch hierbei die Wunden heilt, die der Krieg geschlagen.“ Hier wurde eine Straße nach ihm benannt.
Nachdem Finkelstein 1918 die Nachfolge von Adolf Baginsky am Kaiser- und Kaiserin-Friedrich-Kinderkrankenhaus angetreten hatte, wurde Meyer sein Nachfolger als Leiter des Berliner Städtischen Waisenhauses und Kinderasyls. 1922 wurde er außerordentlicher Professor an der Berliner Universität.
Zum 1. März 1933 trat Heinrich Finkelstein in den Ruhestand, woraufhin Meyer seine Stelle als Leiter des Kaiser- und Kaiserin-Friedrich-Kinderkrankenhaus zum 1. Januar 1933 übernahm. Nachdem am 7. April 1933 als eines der ersten rassistischen Gesetze das Gesetz zur Wiederherstellung des Berufsbeamtentums von den nationalsozialistischen Machthabern erlassen wurde, verlor Meyer diese Stelle bereits wieder zum Mai 1933. Seine Stelle als Universitäts-Professor konnte er weiterhin behalten. Er übernahm daraufhin die Leitung der Kinderpoliklinik am Jüdischen Krankenhaus Berlin.
1935 emigrierte Meyer gemeinsam mit seiner Frau Lotte, der Tochter Ilse und dem Schwiegersohn Professor Walter Hirsch sowie dem Enkelsohn Daniel (dem späteren Psychiater und Bestsellerautor Daniel Offer) nach Israel und ließ sich zunächst in Jerusalem nieder. Dort leitete er für ein Jahr die Kinderabteilung des Bikur Cholim Hospital. Von 1936 bis 1954 war er Leiter der Kinderabteilung am Hadassah Municipal Hospital in Tel Aviv und zusätzlich als Berater am Tzahalon-Hospital des arabischen Arztes Dr. Fouad Ibrahim Dajani in Jaffa. Von Januar 1937 bis zu seinem Tode lebten Lotte und Ludwig Meyer zusammen im Beit Liebling in Tel Aviv.
Er starb im September 1954 nach langer Krankheit im Alter von 75 Jahren und wurde auf dem Kiryat Shaul Friedhof in Tel Aviv begraben.

## Leistungen
Meyer war zu seiner Zeit der weltweit führende Ernährungsspezialist für Säuglinge. Gemeinsam mit Finkelstein entwickelte er 1910 die Eiweißmilch, eine Säuremilch mit vermindertem Molken- und Laktosegehalt, als Muttermilchersatz basierend auf Kuhmilch. Zahlreichen Säuglingen, die unter Ernährungsstörungen litten, hat er damit wohl Leben gerettet. Die Eiweißmilch für die Säuglings-Therapie wurde als Original-Präparat etwa von dem Unternehmen M. Töpfer GmbH in Dietmannsried im Allgäu angeboten. Seine wissenschaftlichen Schwerpunkte waren Physiologie und Pathologie des Säuglingsalters, insbesondere Ernährung und Stoffwechsel, Immunitätslehre und Krankenhaushygiene. Er führte die Sulfonamid-Therapie bei kindlichen gastro-intestinalen Erkrankungen ein.
Nach seiner Emigration nach Palästina hatte er maßgeblichen Anteil an der Ausbildung israelischer Kinderärzte. Er war der Lehrer der Professoren Benzion Werbin, Israel Hyman und Nahum Boger. Zu seinen bedeutendsten Forschungserfolgen zählte die Behandlung von Toxikosen bei Säuglingen.

## Schriften (Auswahl)
- Ludwig F. Meyer, Über den Hospitalismus der Säuglinge: Eine Klinische Studie; [Aus d. Waisenhaus d. Stadt Berlin (Oberarzt Prof. Dr. H. Finkelstein)], Berlin: Karger, 1913.
- Leo Langstein, Ludwig F. Meyer, Säuglingsernährung und Säuglingsstoffwechsel: Ein Grundriss für den Praktischen Arzt, 2 u. 3. umgearb. u. erw. Aufl., Wiesbaden: Bergmann, 1914.
- L. F. Meyer, E. Nassau, Die Ernährungsstörungen im Säuglingsalter, Halle/Saale:. C Marhold, 1923
- L. F. Meyer, E. Nassau, Physiologie und Pathologie der Säuglingsernährung, 2. Vollst. neu bearb. Aufl., Basel – New York:. Karger, 1953 (Neuauflage und verbessert, ins Englische übersetzt)
- Krankheiten des Säuglingsalters einschließlich Ernährungspathologie und -therapie, Leipzig: G. Thieme, 1924. (Diagnostische und Therapeutische Irrtümer und Deren Verhütung, H 2)

Übersetzung LF Meyer, Erich Nassau, Physiology and Pathology of Infant Nutrition; übersetzt von Kurt Glaser, Susanne Glaser, Completely rev. 2. ed, Springfield, Ill: Thomas, 1955. („Physiologie und Pathologie der Säuglingsernährung“)

## Ehrungen
- Auf dem internationalen pädiatrischen Kongress 1947 in New York wurde der hochgeschätzte deutsch-jüdische Arzt für seine wissenschaftlichen Leistungen mit stehenden Ovationen gefeiert.
- Die Eröffnung des 6. pädiatrischen Kongresses in Israel im November 1949 war dem 70. Geburtstag Meyers gewidmet. Der Kinderarzt Erich Nassau, der seit den 1920er Jahren sein Assistent war, würdigte ihn mit den Worten: „Dein herzlicher Umgang mit den Menschen, Dein Verständnis für Mutter und Kind und Deine Geduld haben bewirkt, dass sich Eltern und Kinder an jedem Ort, an dem Du als Arzt tätig warst, nach Kurzem in vollstem Vertrauen an Dich wandten.“
- 1953 wurde Meyer Ehrenmitglied der Deutschen Gesellschaft für Kinderheilkunde.
- In Oszmiana wurde eine Straße nach ihm benannt.
- Am 26. August 1999 wurde eine Gedenktafel am Eingang des Rudolf-Virchow-Kinderkrankenhauses, dem ehemaligen Kaiser- und Kaiserin-Friedrich-Kinderkrankenhaus, angebracht und durch den Weddinger Bezirksbürgermeister Hans Nisblé und den Vorsitzenden der Jüdischen Gemeinde zu Berlin, Andreas Nachama, enthüllt.